# 1957年の野球
1957年の野球（1957ねんのやきゅう）では、1957年の野球界における動向をまとめる。

## 競技結果

### 日本プロ野球

#### ペナントレース
| 順位 | 球団             | 勝 | 敗 | 分 | 勝率 | 差   |
| 1位  | 読売ジャイアンツ | 74 | 53 | 3  | .583 | 優勝 |
| 2位  | 大阪タイガース   | 73 | 54 | 3  | .575 | 1.0  |
| 3位  | 中日ドラゴンズ   | 70 | 57 | 3  | .551 | 4.0  |
| 4位  | 国鉄スワローズ   | 58 | 68 | 4  | .460 | 15.5 |
| 5位  | 広島カープ       | 54 | 75 | 1  | .419 | 21.0 |
| 6位  | 大洋ホエールズ   | 52 | 74 | 4  | .413 | 21.5 |

| 順位 | 球団             | 勝 | 敗 | 分 | 勝率 | 差   |
| 1位  | 西鉄ライオンズ   | 83 | 44 | 5  | .654 | 優勝 |
| 2位  | 南海ホークス     | 78 | 53 | 1  | .595 | 7.0  |
| 3位  | 毎日オリオンズ   | 75 | 52 | 5  | .591 | 8.0  |
| 4位  | 阪急ブレーブス   | 71 | 55 | 6  | .563 | 11.5 |
| 5位  | 東映フライヤーズ | 56 | 73 | 3  | .434 | 28.0 |
| 6位  | 近鉄パールス     | 44 | 82 | 6  | .349 | 38.5 |
| 7位  | 大映ユニオンズ   | 41 | 89 | 2  | .315 | 43.5 |

#### 日本シリーズ
| 日付                                 | 試合   | ビジター球団（先攻） | スコア   | ホーム球団（後攻） | 開催球場   |
| ------------------------------------ | ------ | -------------------- | -------- | ------------------ | ---------- |
| 10月26日（土）                       | 第1戦  | 読売ジャイアンツ     | 2 - 3    | 西鉄ライオンズ     | 平和台球場 |
| 10月27日（日）                       | 第2戦  | 読売ジャイアンツ     | 1 - 2    | 西鉄ライオンズ     | 平和台球場 |
| 10月28日（月）                       | 移動日 | 移動日               | 移動日   | 移動日             | 移動日     |
| 10月29日（火）                       | 第3戦  | 雨天中止             | 雨天中止 | 雨天中止           | 後楽園球場 |
| 10月30日（水）                       | 第3戦  | 西鉄ライオンズ       | 5 - 4    | 読売ジャイアンツ   | 後楽園球場 |
| 10月31日（木）                       | 第4戦  | 西鉄ライオンズ       | 0 - 0    | 読売ジャイアンツ   | 後楽園球場 |
| 11月1日（金）                        | 第5戦  | 西鉄ライオンズ       | 6 - 5    | 読売ジャイアンツ   | 後楽園球場 |
| 優勝：西鉄ライオンズ（2年連続2回目） |        |                      |          |                    |            |

#### 個人タイトル
|                               | セントラル・リーグ | セントラル・リーグ | セントラル・リーグ | パシフィック・リーグ | パシフィック・リーグ | パシフィック・リーグ |
| タイトル                      | 選手               | 球団               | 成績               | 選手                 | 球団                 | 成績                 |
| ----------------------------- | ------------------ | ------------------ | ------------------ | -------------------- | -------------------- | -------------------- |
| 最優秀選手                    | 与那嶺要           | 巨人               |                    | 稲尾和久             | 西鉄                 |                      |
| 最優秀新人                    | 藤田元司           | 巨人               |                    | 木村保               | 南海                 |                      |
| 沢村栄治賞(セ) 最優秀投手(パ) | 金田正一           | 国鉄               |                    | 稲尾和久             | 西鉄                 |                      |
| 首位打者                      | 与那嶺要           | 巨人               | .343               | 山内和弘             | 毎日                 | .331                 |
| 最多本塁打                    | 佐藤孝夫 青田昇    | 国鉄 大洋          | 22本               | 野村克也             | 南海                 | 30本                 |
| 最多打点                      | 宮本敏雄           | 巨人               | 78打点             | 中西太               | 西鉄                 | 100打点              |
| 最多盗塁                      | 飯田徳治           | 国鉄               | 40盗塁             | 河野旭輝             | 阪急                 | 56盗塁               |
| 最多安打                      | 与那嶺要           | 巨人               | 160安打            | 中西太               | 西鉄                 | 154安打              |
| 最高出塁率                    | 与那嶺要           | 巨人               | .386               | 山内和弘             | 毎日                 | .421                 |
| 最優秀防御率                  | 金田正一           | 国鉄               | 1.63               | 稲尾和久             | 西鉄                 | 1.37                 |
| 最多勝利                      | 金田正一           | 国鉄               | 28勝               | 稲尾和久             | 西鉄                 | 35勝                 |
| 最多奪三振                    | 秋山登             | 大洋               | 312奪三振          | 梶本隆夫             | 阪急                 | 301奪三振            |
| 最高勝率                      | 木戸美摸           | 巨人               | .708               | 稲尾和久             | 西鉄                 | .854                 |

#### ベストナイン
|          | セントラル・リーグ | セントラル・リーグ | パシフィック・リーグ | パシフィック・リーグ |
| 守備位置 | 選手               | 球団               | 選手                 | 球団                 |
| -------- | ------------------ | ------------------ | -------------------- | -------------------- |
| 投手     | 金田正一           | 国鉄               | 稲尾和久             | 西鉄                 |
| 捕手     | 藤尾茂             | 巨人               | 野村克也             | 南海                 |
| 一塁手   | 川上哲治           | 巨人               | 岡本健一郎           | 阪急                 |
| 二塁手   | 井上登             | 中日               | 岡本伊三美           | 南海                 |
| 三塁手   | 三宅秀史           | 大阪               | 中西太               | 西鉄                 |
| 遊撃手   | 吉田義男           | 大阪               | 豊田泰光             | 西鉄                 |
| 外野手   | 与那嶺要           | 巨人               | 山内和弘             | 毎日                 |
| 外野手   | 田宮謙次郎         | 大阪               | 大下弘               | 西鉄                 |
| 外野手   | 青田昇             | 大洋               | 毒島章一             | 東映                 |

### 高校野球
- 第29回選抜高等学校野球大会優勝：早稲田実業（東京都）
- 第39回全国高等学校野球選手権大会優勝：広島商業（広島県）

### 大学野球
- 第6回全日本大学野球選手権大会優勝：立教大

- 東京六大学野球連盟優勝 春：立教大、秋：立教大
- 東都大学野球連盟優勝 春：専修大、秋：専修大
- 関西六大学野球連盟優勝 春：関西大、秋：立命館大

### 社会人野球
- 第28回都市対抗野球大会優勝：熊谷組

### メジャーリーグ
- ワールドシリーズ
ミルウォーキー・ブレーブス（ナ・リーグ） （4勝3敗） ニューヨーク・ヤンキース（ア・リーグ）

## できごと

### 2月
- 2月19日 - パ・リーグの緊急オーナー会議が東京駅八重洲北口の「ホテル国際観光」にて午後1時半より行われ、現行の8球団制を協議するも結論が出ず午後4時に散会[2]。
- 2月20日 - パ・リーグのオーナー会議が前日に引き続いて午前11時より「ホテル国際観光」にて開かれ、フランチャイズ制を検討した結果6球団制の実施に向けて進み、25日のオーナー会議で具体案を研究することを決定[3]。
- 2月25日 - パ・リーグのオーナー会議が午後1時から東京駅八重洲口の「ホテル国際観光」にて開かれ、高橋ユニオンズと大映スターズが球団合併することを決定して「大映ユニオンズ」とし、7球団制を取ることを決定。パ・リーグ総裁の佐伯勇が会議後に声明を発表[4]。
- 2月26日 - パ・リーグの代表者会議が午後3時より銀座アラスカで開かれ、パ・リーグの今年度の公式戦について、22回総当たり（1チーム年間132試合）の462試合とすることを決定[5]。

### 3月
- 3月7日 - パ・リーグは3月30日の公式戦開幕日の組合せと球場について、南海対近鉄（大阪球場）・阪急対東映（西宮球場）・西鉄対毎日（平和台球場）の3試合とすると発表[6]。
- 3月30日
  - プロ野球のセ・パ両リーグの公式戦が開幕[7]。
  - 毎日オリオンズの植村義信が平和台球場での対西鉄ライオンズ戦に先発してパ・リーグタイ記録の最少投球71球で完投勝利[8]。

### 4月
- 4月7日 - 第29回選抜高等学校野球大会の決勝戦が甲子園球場にて午後2時3分より行われ、早稲田実が高知商に5対3で勝利し、初優勝[9]。
- 4月11日 - 南海の穴吹義雄が後楽園球場での対大映3回戦の九回表の一死一、二塁の場面で3点本塁打を放つが、穴吹は一塁を回ったところで一塁走者の岡本伊三美を追い越してアウトとなり、「3点本塁打」が「2点適時打」となる[10]。

### 5月
- 5月28日 - 西鉄の川崎徳次が平和台球場での対阪急8回戦に登板し、プロ通算500試合登板を達成[11]。

### 6月
- 6月5日 - 南海の筒井敬三が後楽園球場での対阪急8回戦に出場し、プロ通算1000試合出場を達成[12]。
- 6月11日 - プロ野球実行委員会が午後1時より東京会館にて開かれ、野球記念館の建設にプロ野球界も協力することを決定[13]。
- 6月16日 - 毎日の中野健一が三回表安打を打ち、5月19日以来42打席連続無安打の記録が止まる[14]。
- 6月18日 - 阪急の古川清蔵が西宮球場での対大映9回戦に出場し、プロ通算1500試合出場を達成[15]。
- 6月19日 - 国鉄の金田正一が後楽園球場での対巨人16回戦の四回表に藤本伸、続く与那嶺要を三振に打ち取り、ヴィクトル・スタルヒンの持つロ野球通算最多奪三振1960の記録を更新する1961個目の奪三振。この試合で12三振を奪い、記録を1967に伸ばす[16]。
- 6月22日 - 近鉄は監督の芥田武夫が休養すると発表[17]。
- 6月23日 - 東映の毒島章一が駒沢球場での対近鉄パールズ9回戦でサイクル安打を達成。
- 6月24日 - 南海ホークスの田沢芳夫が大阪球場での対近鉄9回戦に先発し9回2死まで無安打無得点としたものの滝田政治に初安打を記録され阻止されている。あと1人でノーヒットノーランを逃したのはパ・リーグ史上2人目[18]。

### 7月
- 7月7日 - 大洋の権藤正利後楽園球場での対巨人戦ダブルヘッダー第一試合の12回戦に先発して完封勝利を挙げ、1955年7月9日の対広島戦以来続いていた連敗を28で止める[19]。
- 7月15日
  - 中日球場での中日対国鉄12回戦で、国鉄の金田正一で九回表に河合保彦を三振に打ち取り、プロ通算2000奪三振を達成[20]。国鉄の佐竹一雄が先発出場しプロ通算1000試合出場を達成[21]。
- 7月23日 - 阪急の渡辺清がプロ野球1万号本塁打を記録[22]。
- 7月23日 - 阪急の梶本隆夫が西宮球場での対南海13回戦に先発し、三回表一死後皆川睦雄以降連続して三振に打ち取り五回表に穴吹義雄から三振を奪い、プロ野球新記録となる8者連続三振を達成。六回表に先頭打者の寺田陽介も三振に打ち取り、連続三振の記録を9に伸ばす。次打者の皆川は中飛となり記録は9で途絶える[23]。
- 7月24日 - 広島市民球場が開場。初公式戦の広島カープ対大阪戦がナイターで行われ、大阪が15対1で勝利[24]。

### 8月
- 8月1日 - 国鉄の飯田徳治が広島市民球場での対広島16回戦で安打を打ち、プロ通算1500安打を達成[25]。
- 8月3日 - 毎日の小野正一が大阪球場での対南海14回戦で15勝目を挙げ、パ・リーグタイ記録の12連勝を達成[26]。
- 8月4日 - 第28回都市対抗野球大会の決勝戦が後楽園球場にて午後7時2分から行われ、熊谷組が日本通運を4対0で破り、初優勝[27]。
- 8月11日 - 西鉄の大下弘が大阪球場での対南海17回戦の五回裏に中前安打を打ち、プロ通算1500安打を達成[28]。
- 8月18日
  - 東映の浜田義雄が駒沢球場での対阪急ダブルヘッダー第1試合の17回戦に出場し、プロ通算1000試合出場を達成[29]。
  - 東映の選手兼任監督の岩本義行が、対阪急戦ダブルヘッダー第2試合の18回戦の4回裏1死の場面で、種田弘から日本プロ野球史上最年長記録となる45歳5カ月での本塁打を放つ[30]。
- 8月20日
  - 全国高等学校野球選手権大会の決勝戦が行われ、広島商が法政二を3対1で勝利し、1930年（第16回）以来27年ぶり4度目の優勝達成。
  - MLB】シカゴ・ホワイトソックスのボブ・キーガンが対ワシントン・セネタース戦においてノーヒットノーランを達成、スコアは6対0。
- 8月21日 - 国鉄の金田正一が中日球場での対中日ダブルヘッダー第2試合の17回戦に先発し、完全試合を達成[31]。
- 8月24日 - 阪急の梶本隆夫が西宮球場での対西鉄15回戦の二回表に稲尾和久から三振を奪い、プロ通算1000奪三振を達成[32]。
- 8月25日 - 大洋の青田昇が川崎球場での対中日ダブルヘッダー第2試合の23回戦の五回裏に17号本塁打を打ち、プロ通算250本塁打を達成[33]。
- 8月27日 - 毎日の葛城隆雄が対南海戦でサイクル安打達成[34]。

### 9月
- 9月3日 - 後楽園球場での西鉄対大毎14回戦において、西鉄の監督の三原修は5回裏1死の大毎の打者葛城隆雄の場面で、葛城を苦手としていた先発の稲尾和久を一塁に守らせ、若生忠男を登板させる継投を行う。稲尾は6回裏からマウンドに戻り、試合は4対3で西鉄が勝利、稲尾は14連勝している。一人の選手を投手→野手→投手へと交代するのは、2リーグ制以降としては初[35][36]。
- 9月23日 - 西鉄の稲尾和久が大阪球場での対南海22回戦に先発して勝利投手となり、パ・リーグ新記録となるシーズン30勝目[37]。

### 10月
- 10月1日 - 西鉄の稲尾和久が後楽園球場での対毎日ダブルヘッダー第１試合の19回戦に先発して勝利投手となり、プロ野球新記録となる1シーズン20連勝[38]。
- 10月10日 - 【MLB】1957年のワールドシリーズ第7戦が行われ、 ミルウォーキー・ブレーブスがニューヨーク・ヤンキースを5対0で破り、4勝3敗で43年ぶり2度目の優勝[39]。
- 10月12日 - 中日の大矢根博臣が甲子園球場での対阪神タイガース23回戦に先発し、ノーヒットノーランを達成[40]。
- 10月13日 - 西鉄が平和台球場での対東映戦ダブルヘッダー26、27回戦に11対3、6対3と連勝し、2年連続3度目のパ・リーグ優勝が決定[41]。
- 10月21日 - 巨人が後楽園球場での対大洋ダブルヘッダー25,26回戦に10対2、2対0で連勝し、3年連続6度目のセ・リーグ優勝が決定[42]。
- 10月23日 - 中日の杉下茂が後楽園球場での対巨人ダブルヘッダー第1試合の25回戦に先発して今季10勝目を挙げ、プロ通算200勝を達成[43]。

### 11月
- 11月1日 - 日本シリーズ第5戦が行われ、西鉄が巨人を6-5で下し、4勝0敗1分で2年連続2度目の日本一となる[44]。
- 11月20日 - パ・リーグのオーナー会議が午前11時から丸の内の東京会館にて開かれ、現在の7球団制から6球団制への移行を協議。東京に強力なチームを作ることが望ましいとの理由で毎日と大毎が合併することを決定[45]。58年度のリーグ総裁に東映のオーナーの大川博が就任することを決定[46]。
- 11月24日 - パ・リーグのオーナー会議が午後0時半から大阪市本町の国際見本市会館にて開かれ、大映、毎日の両球団が対等合併すると申し出、他球団も了承。来季から6球団制に移行する事が決定[47]。
- 11月25日 - 阪神は新監督に田中義雄が就任、前監督の藤村富美男は現役復帰すると発表[48]。
- 11月26日 - 近鉄は午後3時から近鉄本社にて助監督の加藤久幸が監督に就任すると正式に発表[49]。
- 11月28日 - 毎日、大毎の両球団は午後4時から東京会館にて記者会見し、20、24日のオーナー会議で決定した両球団の合併の大綱について発表。会社名は「株式会社大毎・毎日球団」、チーム名は「大毎オリオンズ」、オーナーは永田雅一、監督は別当薫[50]。

### 12月
- 12月3日 - 11月に毎日オリオンズと大映ユニオンズが合併して誕生した大毎オリオンズは午後3時から毎日新聞東京本社会議室にて来季の新陣容を発表[51]。
- 12月4日 - 巨人は宇野庄治が球団代表に就任したと発表[52]。

## 誕生

### 1月
- 1月7日 - 北村照文
- 1月8日 - 中田宗男
- 1月11日 - 広橋公寿
- 1月22日 - ブライアン・デイエット
- 1月24日 - 金森栄治

### 2月
- 2月3日 - 河瀬雅英
- 2月19日 - デーブ・スチュワート
- 2月19日 - 沢田勝彦

### 3月
- 3月1日 - 高柳秀樹
- 3月1日 - ジョニー・レイ
- 3月6日 - 松下立美
- 3月10日 - 鹿取義隆
- 3月13日 - 高橋慶彦
- 3月22日 - 田村勲（+ 2000年）
- 3月25日 - 川本幸生（+ 2010年）

### 4月
- 4月2日 - 井上卓也
- 4月10日 - 中村昭
- 4月10日 - 小倉全由
- 4月16日 - 鈴木正幸
- 4月21日 - 兼光保明
- 4月22日 - 宮崎弘教
- 4月24日 - 蓬萊昭彦
- 4月27日 - ウィリー・アップショー

### 5月
- 5月5日 - 石橋貢
- 5月7日 - 谷崎浩二
- 5月9日 - スティーブ・ハモンド
- 5月11日 - 花房健
- 5月12日 - ルー・ウィテカー
- 5月17日 - 団野村
- 5月18日 - 豊平晋一
- 5月29日 - 美口博
- 5月29日 - 柿木園悟

### 6月
- 6月1日 - リチャード・オルセン
- 6月4日 - トニー・ペーニャ
- 6月5日 - 立野清広
- 6月6日 - マックス・ベナブル
- 6月11日 - 中本茂樹
- 6月19日 - ボブ・ギブソン
- 6月25日 - 長田克史
- 6月25日 - 土手本勝次
- 6月28日 - 青山久人

### 7月
- 7月1日 - クリス・スミス
- 7月7日 - ダン・グラッデン
- 7月12日 - 北別府学（+ 2023年）
- 7月14日 - 外園正
- 7月15日 - ジョー・ヒックス
- 7月16日 - 篠塚和典
- 7月17日 - 中野英明
- 7月24日 - 島貫省一
- 7月24日 - 大原徹也
- 7月25日 - 中島克介
- 7月31日 - 杉村繁
- 7月31日 - 木下智裕

### 8月
- 8月2日 - 島田芳明
- 8月6日 - ボブ・ホーナー
- 8月7日 - 尾花髙夫
- 8月9日 - 水上善雄
- 8月12日 - 和田博盛
- 8月12日 - 藤田義隆
- 8月14日 - 地頭方一男
- 8月16日 - 竹之内徹
- 8月20日 - 柴田保光（+ 2022年）
- 8月21日 - 光井正和
- 8月24日 - 鈴木孝行
- 8月28日 - 熊野輝光
- 8月30日 - 長内孝
- 8月30日 - 小川淳司
- 8月31日 - 藤倉多祐

### 9月
- 9月1日 - 山内和宏
- 9月3日 - 平川洋幸
- 9月20日 - 福原峰夫
- 9月27日 - 大川章

### 10月
- 10月6日 - アルフレド・グリフィン
- 10月15日 - 有賀佳弘
- 10月16日 - 永山勝
- 10月17日 - 前泊哲明
- 10月18日 - 山本和範
- 10月18日 - 藤原保行
- 10月19日 - 香坂英典
- 10月19日 - 加倉一馬

### 11月
- 11月5日 - 遠藤伸久
- 11月9日 - 宮本尊義
- 11月10日 - 曽田康二
- 11月23日 - 片岡大蔵
- 11月25日 - 岡田彰布
- 11月25日 - 斉藤巧
- 11月25日 - トニー・ブリューワ

### 12月
- 12月3日 - 鐘井裕治
- 12月6日 - 立石充男
- 12月6日 - スティーブ・ベドローシアン

## 死去
- 1月6日 - エド・アッバティッチオ（* 1877年）
- 1月12日 - ヴィクトル・スタルヒン（* 1916年）
- 1月16日 - 玉腰忠義（* 1920年）
- 7月3日 - ドルフ・ルケ（* 1890年）
- 10月15日 - ニール・ボール（* 1881年）